# Alicia María de Ligne
Alicia María de Ligne (Bruselas, 8 de julio de 1984) es una princesa de la Casa de Ligne, hija de Michel de Ligne y Leonor de Orléans-Braganza, y tras su matrimonio en 2016 tomó el título de Condesa de Dampierre. Alicia también es miembro de la Familia imperial brasileña, y pertenece a la Casa de Orléans-Braganza.
La Princesa Alicia fue la heredera de la Casa de Ligne desde su nacimiento en 1984 hasta el nacimiento de su hermano Enrique Antonio de Ligne, en 1989.

## Educación y formación
Estudió en internados católicos belgas y actualmente estudia ingeniería en una universidad belga. Ella no está en la línea de sucesión al extinto trono de Brasil aunque no presentó renuncia, por lo que su matrimonio no es un matrimonio real.
En 2006, la revista francesa Point de Vue declaró que Alicia de Ligne era una de las mujeres más bellas de Europa.

## Accidente del vuelo 447
En 2009, la princesa Alicia casi estuvo involucrada en el accidente del vuelo 447 de Air France, porque se decía que viajaba con su primo Pedro Luiz de Orléans-Braganza y el cuarto en la línea sucesoria del extinto trono brasileño. Sin embargo, no pudo asegurar un asiento en el mismo vuelo y terminó viajando en otro, unas horas antes.

## Matrimonio y descendencia
La princesa se casó en 2016 con el conde Guilhermo de Dampierre, un noble europeo. El matrimonio la hizo popular en Francia y Bélgica y un poco en Brasil.
La boda contó con distinguidos invitados como: la Reina Mathilde de Bélgica, Marie Laure de Bélgica, Raphaël de Orléans-Braganza, Marie-Gabrielle de Orléans-Braganza, Henri Antonie de Ligne y miembros de otras familias reales.
La princesa Alicia y el conde Guilhermo tuvieron 2 hijos :
- Olympie de Dampierre (nacida el 21 de diciembre de 2017)
- Guy Audoin de Dampierre (nacido en 2019)

## Títulos y estilos
- 3 de julio de 1984 - 1 de marzo de 1989 : Su Alteza la Princesa Heredera de Ligne
- 1 de marzo de 1989 - 18 de junio de 2016 : Su Alteza la Princesa Alix Marie de Ligne
- Desde el 18 de junio de 2016 : Su Alteza la Princesa Alix Marie de Ligne, Condesa Guillaume de Dampierre